# جايمي مانويل غوميز
جايمي مانويل غوميز (بالإنجليزية: Jaime Manuel Gomez)‏ (27 يونيو 1972 - ) هو ملاكم أمريكي، صنّف ضمن فئة الوزن المتوسط الخفيف ‏ ووزن الويلتر.

## روابط خارجية
- جايمي مانويل غوميز على موقع بوكس ريك (الإنجليزية) (registration required)